# Њупорт (Орегон)
Њупорт (енгл. Newport) град је у америчкој савезној држави Орегон.

## Демографија
По попису из 2010. године број становника је 9.989, што је 457 (4,8%) становника више него 2000. године.
| Група             | 2000.         | 2010.         |
| Белци             | 8.070 (84,7%) | 7.794 (78,0%) |
| Афроамериканци    | 43 (0,5%)     | 63 (0,6%)     |
| Азијати           | 164 (1,7%)    | 164 (1,6%)    |
| Хиспаноамериканци | 854 (9,0%)    | 1.525 (15,3%) |
| Укупно            | 9.532         | 9.989         |